# La Chèvrerie (Haute-Savoie)
Pour l’article homonyme, voir La Chèvrerie.
La Chèvrerie est un lieu-dit situé sur la commune de Bellevaux dans le département de la Haute-Savoie.
Au Moyen Âge, le site accueille une abbaye placée sous l'ordre des Chartreux avant leur départ et la vente des biens lors de la Révolution. Ruinée, une première chapelle dédiée à saint André est re-édifiée en 1865. Au cours des années 1970, les prémices d'une station de ski sont aménagées. Son domaine skiable est aujourd'hui relié avec celui de La Grande Terche (Saint-Jean-d'Aulps), formant ainsi le circuit du Roc d'Enfer.

## Origine du nom
La Chèvrerie — Chievraz en patois — était jadis un village ou hameau où l'on élevait des chèvres aux Chartreux, pour la fabrication du fromage de cet animal. Le nom est également passé à la montagne, mentionnée en 1425.
À proximité, se trouve le lieu-dit « La Chèvre », ancien emplacement de la Chartreuse de Vallon.

## Histoire

### L'abbaye
Dès 1138, les Chartreux s'installent dans la vallée de Vallon avant d'abandonner site trop avalancheux. Ils s'y réinstallent en 1607 et construisent une maison à l'emplacement de la première Chartreuse. Cette maison forte est dénommée "l'abbaye" par les gens du cru et une chapelle est adjointe pour les pères les Frères convers et les domestiques. Ils restaurent alors également une autre chapelle dédiée à Saint Bruno sur la rive opposée du Brévon.
L'ensemble, vendu en 1793 comme bien national, est acquis plus tard par François Meynet notaire puis passe à son fils François-Eugène qui reconstruit la maison à côté de l'ancienne demeure des Chartreux après l'incendie qui ravage les lieux en 1855. Dix ans plus tard son frère, l'abbé Alphonse Meynet, édifie à côté une chapelle qu'il fait bénir sous le patronage de saint André le 14 juillet 1866.
Cette chapelle actuellement en mauvais état est propriété privée de la Communauté du Vallon. L'ensemble du site est démoli en 2013 mais la chapelle est préservée. Séparées depuis 1947 par le lac de Vallon, les deux chapelles, derniers témoins de la Chartreuse de Vallon, constituent le patrimoine historique de la Chèvrerie.

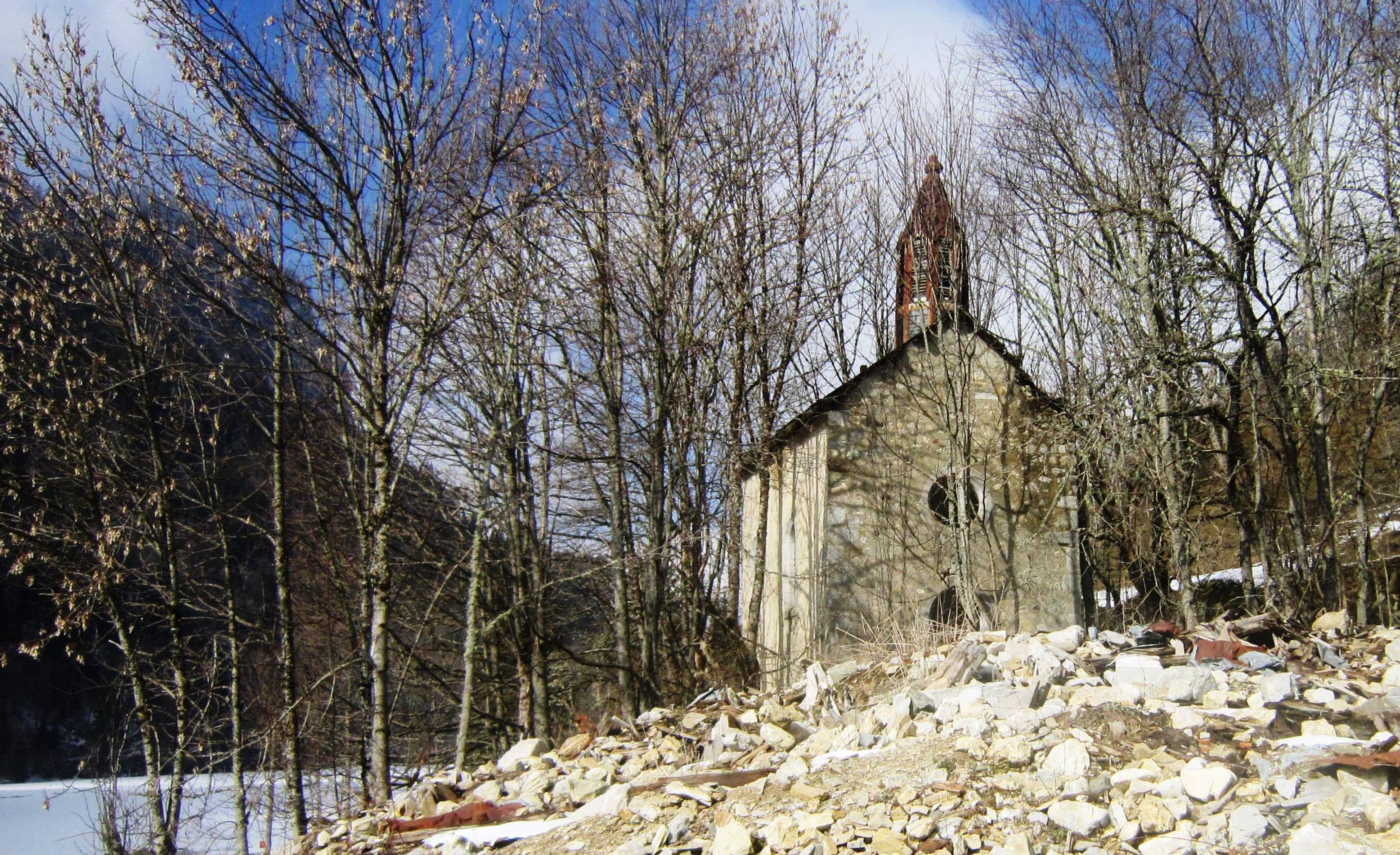
Chapelle Saint André
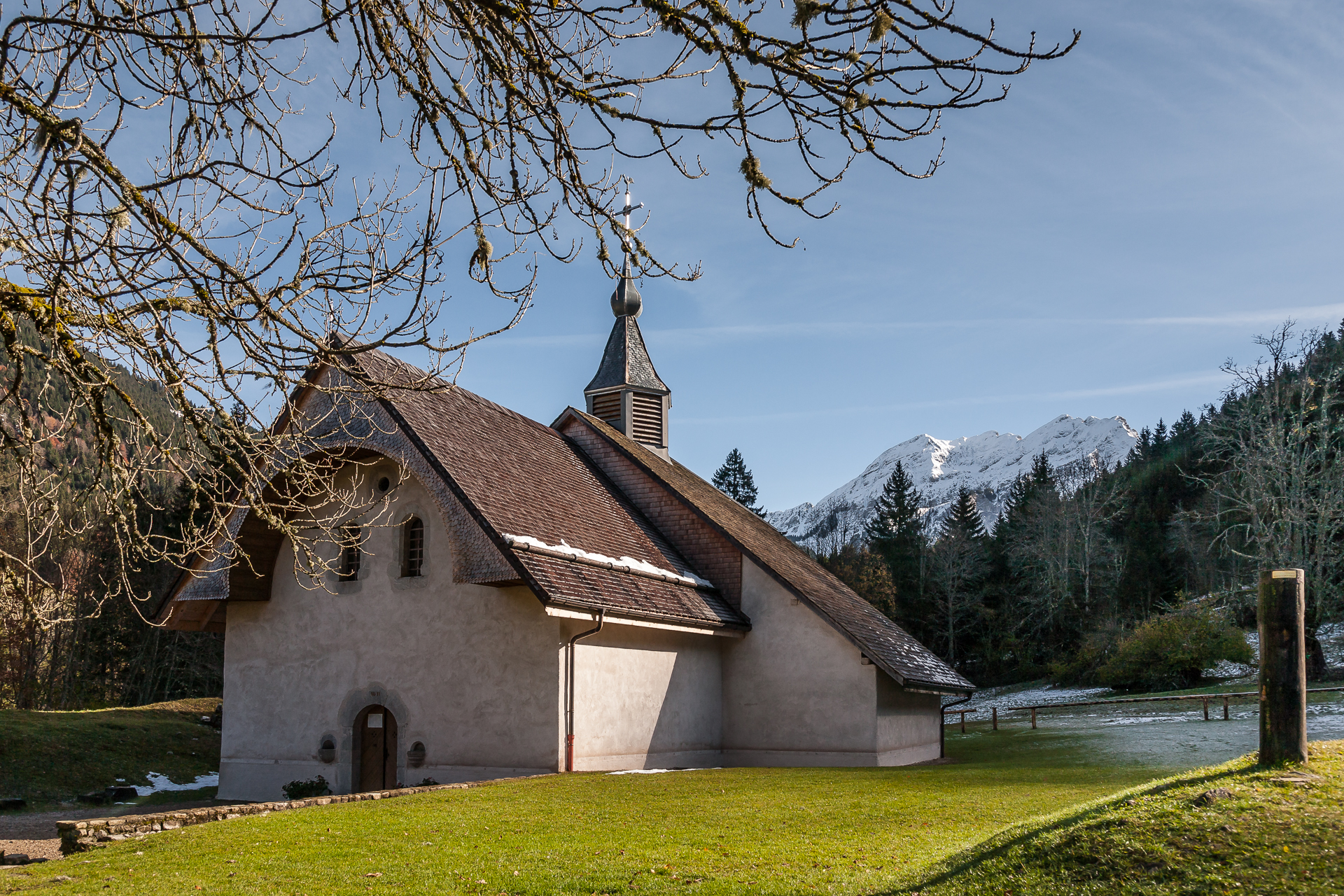
Chapelle Saint-Bruno

### Chronologie de la station de ski
- 1971: Création d’une société privée de remontées mécaniques : La SATC (société d’aménagement touristique de la Chèvrerie). Mise en service des téléskis du Cabri et de l’Ecole1.
- 1981: Création de deux remontées mécaniques supplémentaires : École 2 et les Étangs.
- 1986: Création de la SAEM du Val D’Enfer (Société d’aménagement à économie mixte) entre la commune de Bellevaux et de nombreux petits actionnaires locaux.
- 1987: Mise en service du télésiège du Torchon et du téléski de Follys, inaugurant ainsi l’ouverture de la liaison Roc d’enfer. Dissolution de la SAEM et création de la régie des remontées mécaniques de la Chèvrerie.
- 1992: Installation du premier canon à neige.
- 1998: début du réseau de canons à neige sur la piste du Châl.
- 6 novembre 2006: Fin la régie communale qui est remplacée par le SIVU du Roc d’enfer.
- En janvier 2007, le circuit Roc d'Enfer a fêté ses 20 ans, organisés par une association de la vallée.
- En 2011, une nouvelle salle hors-sac est inaugurée et comporte une caisse, pour la station.

## La station-village
La Chèvrerie est le point de départ de nombreuses randonnées vers les alpages et les sommets avoisinants.
Le lac de Vallon est également un point fort d'attrait touristique avec l'aménagement de ses rives et les ruisseaux qui l'alimentent dont le Brévon et la Diomaz avec sa cascade qui marque les limites de l'ancien domaine des Chartreux.

## Le domaine skiable
Le domaine skiable est formé de deux espaces indépendants peu reliés par un long faux-plat :
- sur la rive gauche du Brévon les quatre téléskis du Cabri, de l’Ecole 1, des Étangs et de l’Ecole 2 construits entre  1971 et 1981 composent un ensemble de faible dénivelé accessible aux débutants ;
- sur la rive droite le télésiège du Torchon auquel succède le téléski des Follys permet de rallier la Grande Terche depuis 1987. Un important parking et une salle hors-sac complètent cet ensemble qui est également le point de départ de pistes de ski de fond et de randonnées en pulka[5].